# Dendrelaphis
A Dendrelaphis a hüllők (Reptilia) osztályának pikkelyes hüllők (Squamata) rendjébe, ezen belül a siklófélék (Colubridae) családjába tartozó nem.

## Rendszerezés
A nembe az alábbi 45 faj tartozik ide:
- Dendrelaphis andamanensis (Anderson, 1871)
- Dendrelaphis ashoki Vogel & Van Rooijen, 2011
- Dendrelaphis bifrenalis (Boulenger, 1890)
- Dendrelaphis biloreatus Wall, 1908
- Dendrelaphis calligaster (Günther, 1867)
- Dendrelaphis caudolineatus (Gray, 1834)
- Dendrelaphis caudolineolatus (Günther, 1869)
- Dendrelaphis chairecacos (F. Boie, 1827)
- Dendrelaphis cyanochloris (Wall, 1921)
- Dendrelaphis flavescens Gaulke, 1994
- Dendrelaphis formosus (F. Boie, 1827)
- Dendrelaphis fuliginosus Griffin, 1909
- Dendrelaphis gastrostictus (Boulenger, 1894)
- Dendrelaphis girii Vogel & Van Rooijen, 2011
- Dendrelaphis grandoculis (Boulenger, 1890)
- Dendrelaphis grismeri Vogel & Van Rooijen, 2008
- Dendrelaphis haasi Van Rooijen and Vogel, 2008
- Dendrelaphis hollinrakei Lazell, 2002
- Dendrelaphis humayuni Tiwari & Biswas, 1973
- Dendrelaphis inornatus Boulenger, 1897
- Dendrelaphis keiensis (Mertens, 1926)
- Dendrelaphis kopsteini Vogel & Van Rooijen, 2007
- Dendrelaphis levitoni Van Rooijen & Vogel, 2012
- Dendrelaphis lineolatus (Jacquinot & Guichenot, 1853)
- Dendrelaphis lorentzii (Lidth de Jeude, 1911)
- Dendrelaphis luzonensis Leviton, 1961
- Dendrelaphis macrops (Günther, 1877)
- Dendrelaphis marenae Vogel & Van Rooijen, 2008
- Dendrelaphis modestus Boulenger, 1894 – Gray
- Dendrelaphis ngansonensis (Bourret, 1935)
- Dendrelaphis nigroserratus Vogel, Van Rooijen & Hauser, 2012
- Dendrelaphis oliveri (Taylor, 1950)
- Dendrelaphis papuensis Boulenger, 1895
- Dendrelaphis philippinensis (Günther, 1879)
- Dendrelaphis pictus (Gmelin, 1789)
- zöld fakígyó (Dendrelaphis punctulatus)
- Dendrelaphis schokari (Kuhl, 1820)
- Dendrelaphis sinharajensis Wickramasinghe, 2016
- Dendrelaphis striatus (Cohn, 1905)
- Dendrelaphis striolatus (Peters, 1867)
- Dendrelaphis subocularis (Boulenger, 1888)
- Dendrelaphis terrificus (Peters, 1872)
- Dendrelaphis tristis (Daudin, 1803)
- Dendrelaphis underwoodi Van Rooijen & Vogel, 2008
- Dendrelaphis wallic Vogel & Van Rooijen, 2011
- Dendrelaphis wickrorum Danushka et al, 2020